# Кензингтън (заключване)
Заключване Кензингтън (често срещано като Кенсингтън, на английски: Kensington lock) e продуктово име на устройство против кражба на хардуер като лаптопи, проектори и монитори. Първоначално такива заключвания са произвеждани от фирмата Кензингтън (Kensington), името обаче се е установило като наименование за принципна на заключване. 

## Начин на функциониране
Уреди заключвани по този начин имат предвидени 3 до 7 милиметрови отвори в които отключената ключалка може да бъде вкарана. Обикновено към ключалката е прикрепена телена жица или кабел за да може уреда да се завърже към друг предмет или мебел.
Заключващия механизъм може да има формата на Т-образен съединител, който се завърта на 90° при отключване или заключване. Друг възможен механизъм са чифт куки, които се прибират и изскачат.
Заключванята Кенсингтън могат да бъдат затваряни и отваряни посредством ключ или кодова комбинация.
- в заключено състояние
- слот за заключване Кензингтън
- заключен лаптоп.
- колело заключено с катинар тип Кензингтън

## Сигурност
Сигурността на този тип заключване е най-зависима от прикрепянето му към уреда. При много видове техника отворът за ключалката е пластмасов, което намалява здравината и увеличава риска от отчупване. При по-висококачествени уреди отворът е или усилен с метал или така позициониран, че евентуално отчупване би повредило трайно техниката.

Стоманеният кабел също представлява слабо място, тъй като обикновено е не по-дебел от 3 милиметра и лесно може да бъде прерязан с професионални инструменти. 